# Hästvandring

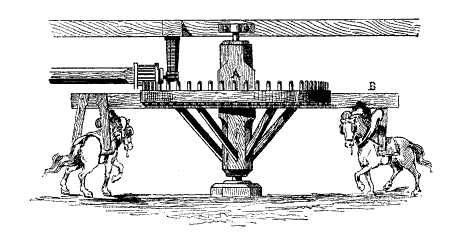
Hästvandring, en hästdriven transmission för överföring av muskelkraft till en arbetsmaskin. Tidigt utförande med primitiva "kuggjul" av trä. Anordningen gav en uppväxling av varvtalet motsvarande antal träpinnar i det större hjulet dividerat med antal träpinnar i det drivna mindre hjulet.

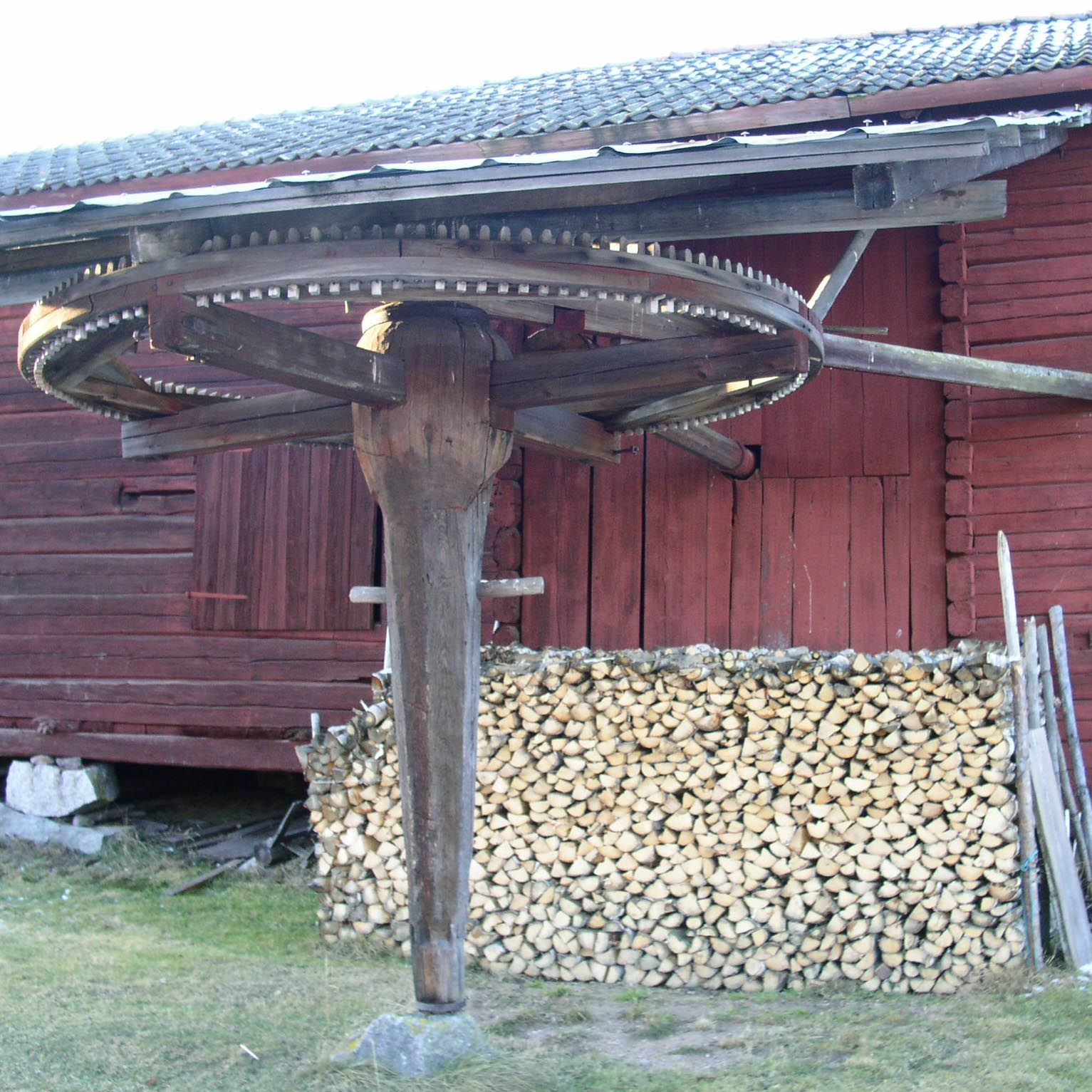
En vandring vid en gård i Björbo, Dalarna. Dragbommen är här borttagen, och markeras med en kortare träplugg. Det mindre kugghjulet som sitter på axeln som går in genom logväggen skymtar bakom det stora hjulet.

Hästvandring eller enbart så kallad "vandring" (ibland "kreatursvandring") var en anordning som användes för överföring av dragkraften från ett djur, vanligen hästar men också oxar eller åsnor, via en transmission för drivning av olika typer av maskiner som tröskverk, uppfordringsanordningar för transport av malm och vatten ur gruvor och liknande. Hästen som "motor" i kontinuerlig drift användes redan under antiken och företrädesvis när det inte fanns tillgång till strömmande vattendrag.

## Uppbyggnad och funktion
Hästvandringen bestod vanligen av ett horisontellt anordnat trähjul med tillräckligt stor diameter för att en eller flera hästar skulle kunna gå runt i en cirkel med fasta seldon fäst till hjulets periferi. Dragdjuren spändes för minst 3 meter långa dragbommar som var fästa i en lodrät axel, från vilken kraften överfördes till den maskin, som skulle drivas. Hjulet drev en vertikalt anordnad huvudaxel som via en vinschtrumma med pålindade linor kunde vinscha upp malm från en gruva, en så kallad "hästvind", eller via sinnrika utväxlingssteg i en transmission kunde överföra effekten till en maskin i en fabrik med önskat varvtal. Överföringen skedde oftast genom en kuggväxel.
Hos stående vandringar sitter hjulet högre än dragdjurens huvud. Det förekom också andra typer, där det liggande hjulet var beläget invid marken. Inte sällan finns vandringar bevarade vid äldre gårdar och hembygdsgårdar. Dessa har vanligen använts för att driva tröskverk.
En annan typ av vandringar användes i skurverk, i vilka man drog en sten (löpare), fäst vid en i centrum av ringen fäst dragbom, över en utlagd ring av kalkstensflisor som skulle skuras (göras släta) och sedan användas för byggnadsändamål. Sådana verk användes bland annat på norra Öland.
Samma princip, fast med människor som dragare, utnyttjades på spelflottar.

## Hästvandringens avgivna effekt
En vanlig arbetshäst kan kortvarigt utveckla maxmalt cirka 5 hk (3900 W) men för kontinuerligt arbete under en hel arbetsdag med enbart kortare vilopauser för att dricka och äta kraftfoder, cirka 0,5-0,6 hk (cirka 420 W). Med exempelvis 4 hästar, motsvarande totalt cirka 2,5 hk, jämförbart med en relativt stor ångmaskin av de allra tidigaste modellerna på slutet av 1700-talet, kunde exempelvis vävstolar i textilfabriker drivas utan byte av hästar under cirka 10 timmar. Hästen kunde gå med en hastighet av cirka 3 km per timme, d.v.s. avverkade en vandringssträcka på 30 km per dag. Vid behov kunde man också lätt byta ut hästarna för skiftesgång. Man räknade med 6 arbetsdagar i veckan och en vilodag.

## Alternativa drivmotorer med naturkraft
Väderkvarnen var också ett alternativ som "drivmotor" innan ångmaskinen kom i mer allmänt bruk, men den hade den stora nackdelen att inte kunna erbjuda en kontinuerlig drivkraft genom att den var alltför beroende av väder och vindstyrka, utan användes företrädesvis för malning av spannmål där man passade på när det var lagom vindstyrka.
Med hästvandringen kom olika typer av tidiga maskinelement som  glidlager och växlar att utvecklas starkt, som senare också fick en användning när ångmaskinen började se dagens ljus, där man till en början bara bytte ut hästarna mot ångmaskinen som drev ett hjul, oftast via remdrift.
I Sverige med god tillgång på strömmande vattendrag var vattenhjul den vanligaste formen av drivkraft innan ångmaskinen kom i bruk. Vattenhjulet drev en huvudaxel in till fabrikslokalen där kraften fördelades ut genom olika utväxlingssteg.

## Bildgalleri hästvandring
Några exempel på avbildade hästvandringar som drivmotor:

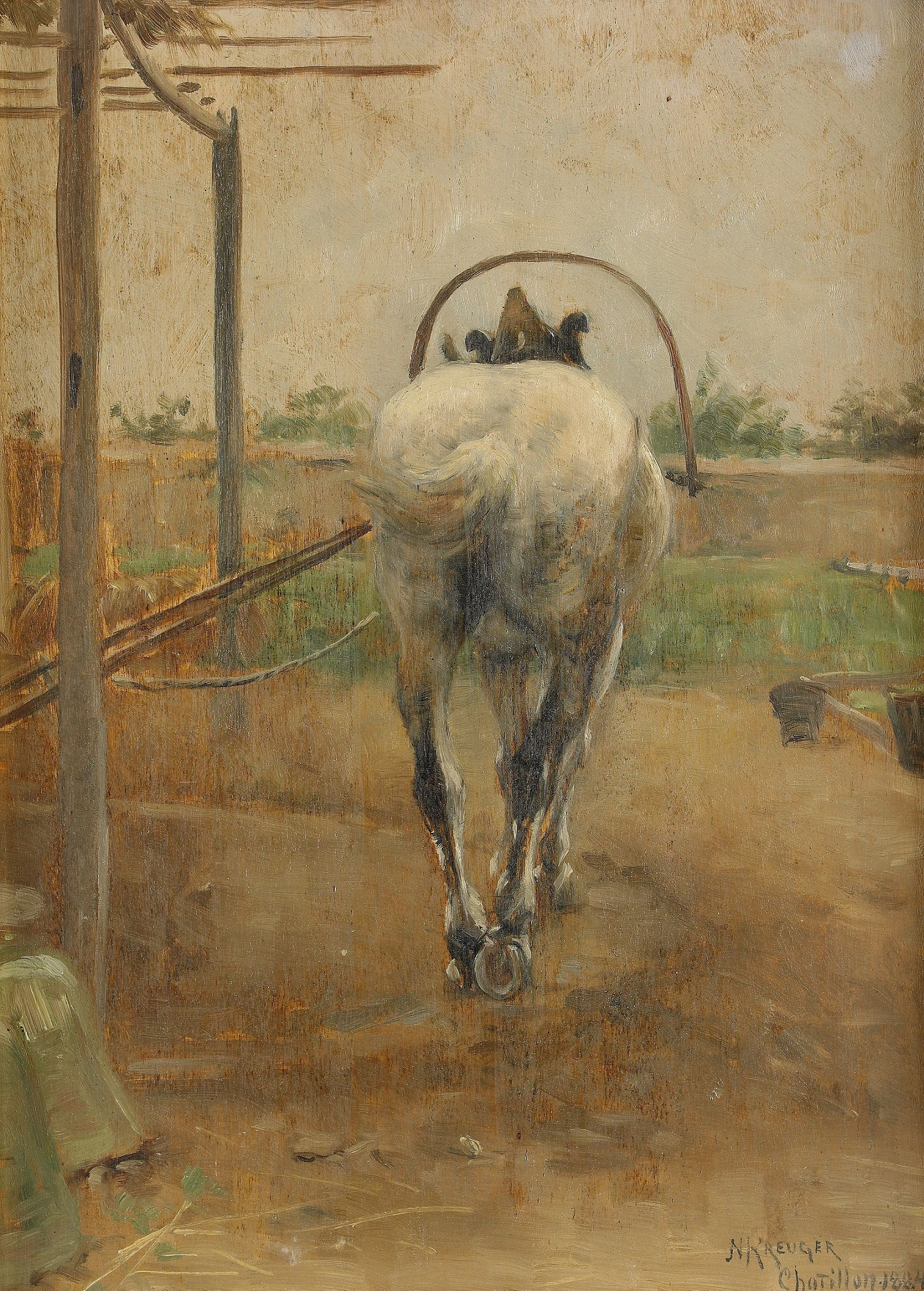
Enstaka häst som drivmotor till ett tröskverk avbildad av Nils Kreuger 1884.
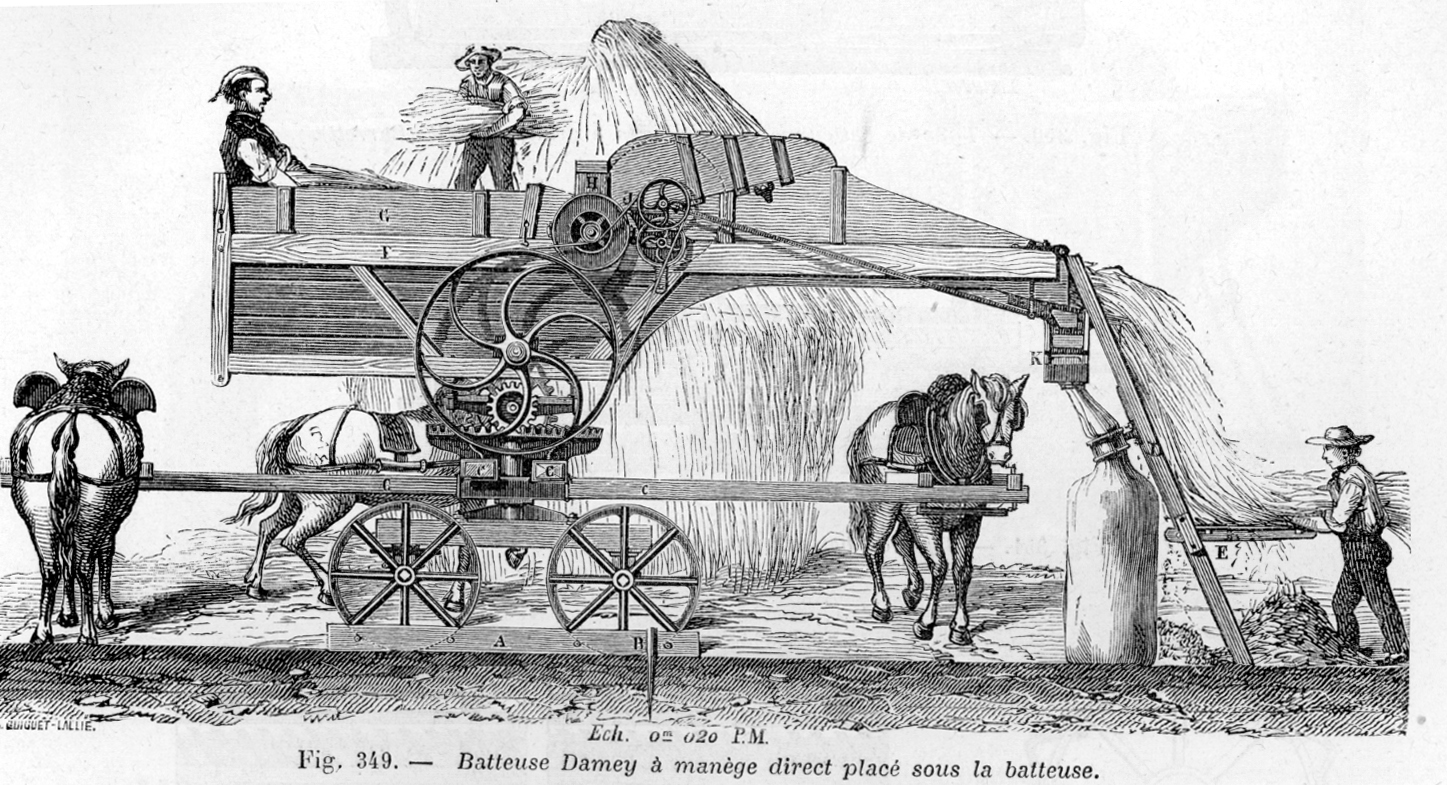
Principritning för hästvandring med flera hästar till ett avancerat tröskverk med metallkugghjul i transmissionen. Bild ur ett maskintekniskt lexikon 1881.
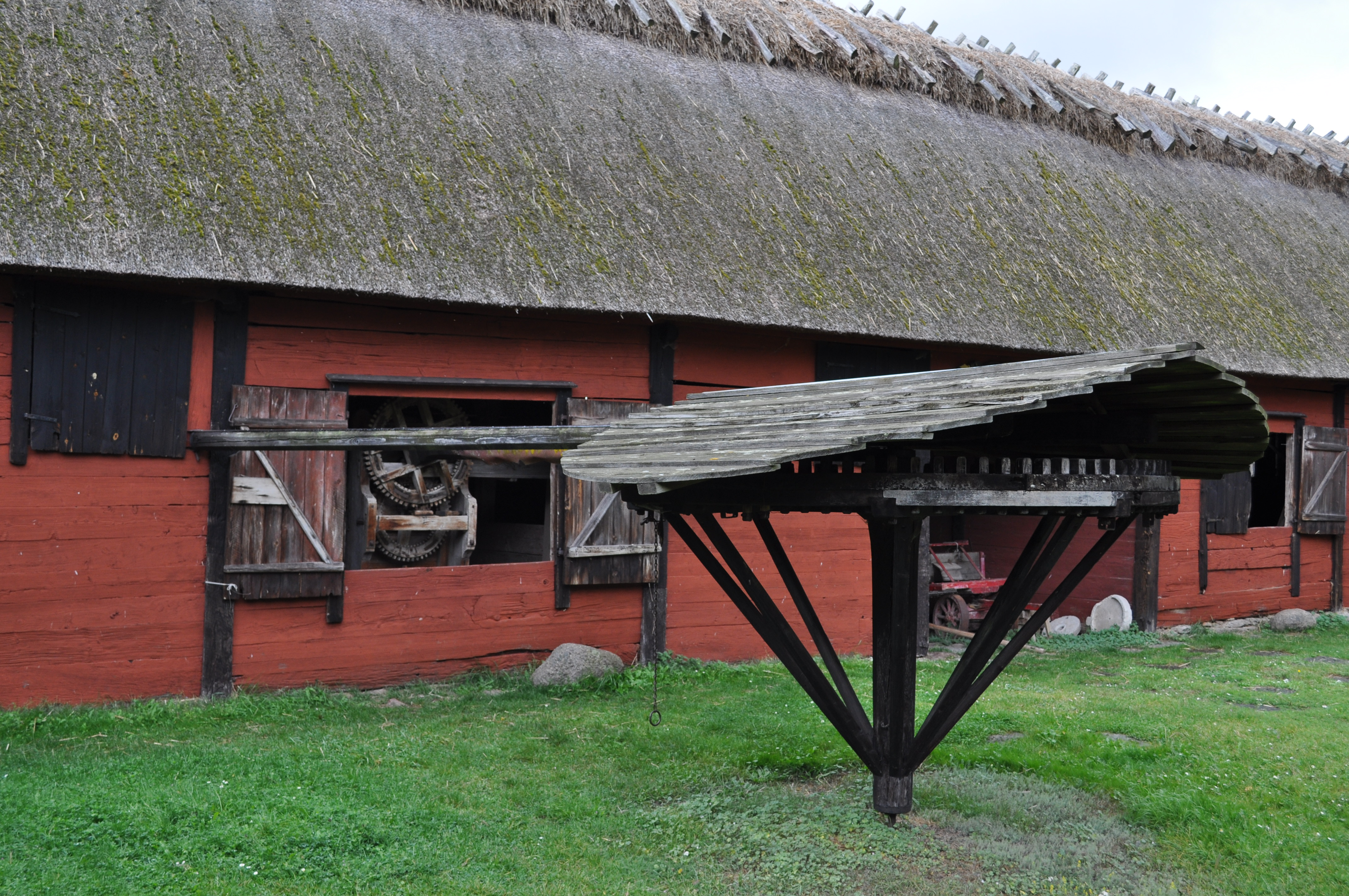
Tröskvandring på Himmelsberga, Öland hembygdsmuseum.

### Fotnoter
1. ↑  Vandring i Nordisk familjebok (första upplagan, 1893)

### Webbkällor
- Mekanik del IV i Projekt Runeberg, i översättning av Thore Olof Kahlmeter, 1890.
- Vandring i Herman Juhlin-Dannfelt, Lantmannens uppslagsbok (1923)